# George Iida
George Iida (japonès: 飯田譲治)  (Suwa, 1 de març de 1959) és un director de cinema i televisió, guionista, autor de manga i novel·lista japonès. Iida ha treballat contínuament a les indústries de cinema, televisió, anime i manga del Japó des de principis dels anys vuitanta, principalment en els gèneres de terror i ciència-ficció.

## Carrera
Iida es va descobrir per primera vegada quan el seu curt de 8 mm Intermission (Kyukei) es va projectar al Pia Film Festival de 1980. Durant els propers anys, Iida va trobar feina alternant com a guionista de pinku eida i com a ajudant de direcció per a altres produccions. Posteriorment se li va donar l'oportunitat de dirigir el seu propi projecte, la producció directa a vídeo Cyclops (1987). Iida aviat va seguir amb el seu debut teatral, Battle Heater (1989), una comèdia de terror sobre un kotatsu que devora homes que aterroritza els inquilins d'un bloc d'apartaments deteriorat.
A la dècada de 1990, Iida es va ramificar a la televisió, creant la sèrie Night Head (1992–1993), que va generar una franquícia sencera inclosa una creada per a Pel·lícula per a televisió homònima el 1994, així com manga i llibres. Una sèrie d'anime, Night Head Genesis, es va produir posteriorment el 2006. Altres Les produccions notables inclouen Rasen (1988), la seqüela original de la pel·lícula de Hideo Nakata Ringu (abans Nakata va dirigir el més conegut, i no relacionat, Ringu 2 el 1999), i el procediment/horror policial Another Heaven (2000). Rasen es va basar en la segona novel·la de Koji Suzuki de la seva Trilogia d'anells del mateix nom, també coneguda com a Espiral. Another Heaven es va basar en un dels llibres del propi Iida.
La producció teatral més recent d'Iida com a director va ser Dragon Head (2003), una adaptació en directe de la sèrie manga de Minetaro Mochizuki.

## Filmografia

### Cinema
- Cyclops (1987)
- Battle Heater (1989)
- Tokyo Babylon 1999 (1993) – adaptació cinematogràfica d'acció en viu de la sèrie de manga sèrie de manga.
- Akagi (1995) – la primera de dues adaptacions al llargmetratge del manga del mateix nom.
- Rasen (1998)
- Another Heaven (2000)
- Jam Films (2002) – segment: Cold Sleep.
- Dragon Head (2003)
- Black Belt (2007) (com a escriptor)

### Televisió
- Tales of the Unusual (1992) (2 episodis)
- Night Head (1992–1993)
- Night Head (1994) – telefilm basa da en la sèrie
- Ringu (1995) (com a escriptor) – Pel·lícula de televisió basada en la novel·la de 1991 Ring de Koji Suzuki.
- Another Heaven: Eclipse (2000) – Sèrie spin-off de televisió basada en Another Heaven d'Iida.
- Sci-Fi Harry (2000–2001): sèrie d'anime basada en el manga homònim d'Iida i Asami Tohjoh.
- Night Head Genesis (2006)
- Strangers 6 (2012)
- Night Head 2041 (2021)

## Altres treballs
Iida va escriure la història del seu propi videojoc Iida Joji Nightmare Interactive: Moon Cradle. Va ser llançat el 1995 per al 3DO Interactive Multiplayer.